# تاريخ الخلقية
يرتبط تاريخ الخلقية بتاريخ الفكر القائم على الافتراض القائل إن الكون الطبيعي له بداية، وبدأ بشكل خارق للطبيعة، ويغطي مصطلح الخلقية بمعناه الواسع مجموعة واسعة من الآراء والتفسيرات، ولم يصبح شائع الاستخدام حتى أواخر القرن التاسع عشر. طوال التاريخ المسجل، اعتبر العديد من الأشخاص أن الكون كيان مخلوق. وتشير العديد من الروايات التاريخية القديمة من جميع أنحاء العالم إلى، أو تتضمن، خلق الأرض والكون. رغم أن الفهم التاريخي المحدد للخلقية استخدم درجات متفاوتة من الدلائل التجريبية والروحانية و/أو الفلسفية، فإن جميعها تستند إلى وجهة النظر القائلة بأن الكون قد خُلق. قدمت قصة الخلق في سفر التكوين إطارًا أساسيًا للفهم المعرفي اليهودي-المسيحي لكيفية ظهور الكون -من خلال التدخل الإلهي للإله يهوه. تاريخيًا، كانت التفسيرات الحرفية لهذه الرواية أكثر هيمنة من التفسيريات الرمزية.
هدفت وجهات نظر مختلفة منذ القرن الثامن عشر فصاعدًا، إلى التوفيق بين الديانات الإبراهيمية وسفر التكوين، والجيولوجيا والبيولوجيا والعلوم الأخرى التي تطورت في الثقافة الغربية. وفي هذا الوقت، أشارت كلمة الخلقية إلى مذهب خلق الروح. أُطلق على الذين اعتقدوا أن الأنواع خُلفت بشكل منفصل، مثل فيليب غوس في عام 1857م، عادةً اسم «أنصار الخلق»، وأُطلق عليهم أيضًا اسم «الخلقيون» في المراسلات الخاصة بين تشارلز داروين وأصدقائه، التي يرجع تاريخها إلى عام 1856م.
أصبحت كلمة «الخلقية» في القرن العشرين، مرتبطة بالحركة المعارضة للتطور في عشرينيات القرن العشرين وخلقية الأرض الفتية، لكن اعترضت مجموعات أخرى على هذا السلوك، مثل خلقيي الأرض القديمة وخلقيي التطور، الذين كان لديهم مفاهيم خلق مختلفة، مثل قبول عمر الأرض والتطور البيولوجي كما يُفهم في المجتمع العلمي.[بحاجة لمصدر]
أصبح كتاب طوفان سفر التكوين (1961م) أكثر مطبوعات خلقية الأرض الفتية نجاحًا بعد عام 1945م. شجع الخلقيون في الولايات المتحدة منذ منتصف الستينيات، على تدريس «الخلقية العلمية» اعتمادًا على «جيولوجيا الفيضان» في دروس العلوم في المدارس العامة. بعد الحكم القانوني في قضية دانيال ضد ووترز (1975م) الذي قضى بأن تدريس الخلقية في المدارس العامة يخالف البند التأسيسي من التعديل الأول لدستور الولايات المتحدة، جُرد المحتوى من المراجع الإنجيلية العلنية وأُعيد تسميته بعلم الخلق. عندما حكمت المحكمة في قضية إدواردز ضد أغيلارد (1987م) بشكل مماثل بأن علم الخلق يخالف الدستور، غُيرت جميع الإشارات إلى «الخلق» في مسودة الكتاب المدرسي، لإشارات إلى التصميم الذكي، الذي قدمه علماء الخلق كنظرية علمية جديدة. وخلص الحكم الصادر في قضية كيتسميلر ضد دوفر (2005م) إلى أن التصميم الذكي ليس علمًا وأنه يتعارض مع القيود الدستورية على تدريس الدين في دروس العلوم في المدارس العامة. أعرب بيل ناي («رجل العلوم») في سبتمبر 2012م، عن قلقه من أن وجهات النظر القائمة على الخلقية تهدد تعليم العلوم والابتكارات في الولايات المتحدة.

## الخلق والعلم الحديث
جلبت الاكتشافات في الأراضي الجديدة في القرنين الخامس عشر والسادس عشر، المعرفة بتنوع الحياة. أكد فرانسيس بيكون في عام 1605، أن أعمال الرب في الطبيعة تعلمنا كيفية تفسير الإنجيل، وأدخلت الطريقة البيكونية النهج التجريبي الذي أصبح محوريًا في العلوم الحديثة. بحث اللاهوت الطبيعي عن أدلة في الطبيعة تدعم وجود دور نشط للرب، وبُذلت محاولات للتوفيق بين المعرفة الجديدة، وأسطورة الطوفان التوراتية وقصة سفينة نوح. وجد تطور الجيولوجيا الحديثة في القرنين الثامن عشر والتاسع عشر طبقات جيولوجية وتسلسلات أحفورية تشير إلى أرض قديمة جدًا. ولكن سقطت نظريات نشأة الكون الطوفانية ضحية لنجاحها، إذ أدت روح الاستقصاء العلمي التي حفزتها، تدريجيًا إلى اكتشافات قوضت افتراضات الكتاب المقدس المتعلقة بجيولوجيا الفيضانات ونظرية الكارثة.
منذ بداية القرن التاسع عشر، اكتسبت بعض الأفكار مثل مفهوم تطفر الأنواع لجان باتيست لامارك مؤيدين في باريس وإدنبره، كان أغلبهم من علماء التشريح. أثار كتاب آثار التاريخ الطبيعي للخلق مجهول المصدر في عام 1844 اهتمامًا عامًا واسعًا بدعم من الكويكرز (جمعية الأصدقاء اللدينية) والموحدين، ولكن انتقدته المؤسسة الدينية والمجتمع العلمي بشدة، اللذان دعيا إلى العلم المدعوم بقوة. في عام 1859، قدم تشارلز داروين بكتابه أصل الأنواع تلك الأدلة من مصدر موثوق ومحترم، وخلال عقد من الزمان أو نحوه، أقنع العلماء بأن التطور يحدث. تعارض هذا الرأي مع وجهة نظر الإنجيليين المحافظين في كنيسة إنجلترا، ولكن في عام 1860 تحول اهتمامهم إلى الضجة الأكبر حول كتاب مقالات ومراجعات لللاهوتيين الأنجليكاليين الليبراليين، الذي أدخل «النقد الأعلى»، وهو طريقة تأويلية تُعيد النظر في الكتاب المقدس وتشكك في القراءات الحرفية. بحلول عام 1875، دعم معظم علماء الطبيعة الأمريكيين أفكار التطور الإلهي، والتي انطوت غالبًا على خلق خاص للبشر.
في هذا الوقت، أُطلق على الذين اعتقدوا أن الأنواع خُلفت بشكل منفصل، عادةً اسم «أنصار الخلق»، وأُطلق عليهم أيضًا اسم «الخلقيون» في المراسلات الخاصة بين تشارلز داروين وأصدقائه. يظهر المصطلح في الرسائل التي كتبها داروين بين عامي 1856 و1863، واستخدم أيضًا في رد تشارلز لايل.
أدرك الجيولوجيون في ذلك الوقت، أن عمر الأرض يبلغ ملايين السنين. واعترض جيولوجيون آخرون على التسلسل الزمني الدقيق الذي اقترحه داروين، وأنتج الفيزيائي الرائد وليام طومسون (الذي سُمي لاحقًا اللورد كلفن) تحليلات للطاقة الحرارية والتاريخ الحراري للأرض والشمس، أعطت تقديرات عمرية أقل بكثير من أن تسمح بالتطورالتدريجي. كتب زميل طومسون، فليمينغ جينكين، مراجعة لكتاب داروين عن أصل الأنواع عام 1867، عارضت التطور استنادًا إلى الوقت القصير المتاح. ولم تُحل مفارقة عمر كلفن حتى اكتُشف في القرن العشرين أن الأرض تُسخن بالتحلل الإشعاعي، وأن التدرج الحراري الداخلي يتأثر بالحمل الحراري للدثار، وأن الشمس تُسخن بالاندماج النووي.
منذ الثمانينيات، كانت نظرية الانفجار العظيم هي النموذج الكوني السائد للكون. وهي نظرية تصورها الكاهن الروماني الكاثوليكي، المونسنيور جورج لومتر في ثلاثينيات القرن العشرين. أشار لومتر إلى أن التوسع الواضح للكون، إذا أسقط في الزمن، يعني أن كتلة الكون تركزت في وقت محدد في الماضي في نقطة واحدة، وهي «ذرة بدائية» بدأ منها وعندما نسيج الزمن والفضاء. ولكن، في العشرينات والثلاثينات، اشترك كل علماء الكونيات الرئيسيين تقريبًا في الرأي القائل بأن الكون في حالة ثابتة أبدية. وبعد أن اقترح لومتر نظريته، اشتكى بعض العلماء من أن افتراضه بأن الزمن له بداية، يعتبر إعادة استيراد المفاهيم الدينية إلى الفيزياء. عندما صاغ فريد هويل مصطلح «الانفجار العظيم» عام 1949، قصد به أن يكون ازدرائيًا قليلًا، لكن المصطلح بقي وأصبح رائجًا. استنتج لومتر نفسه أنه يجب أن يكون هناك حدثًا أوليًا «يشبه الخلق» قد وقع. تعارضت نظرية الانفجار العظيم مع خلقية الأرض الفتية، محددة الغرض. ولكن لقيت ترحيبًا من المذاهب المسيحية الأخرى، واتفقت مع مفهوم الخلق الكاثوليكي الروماني. يرى بعض المسيحيين المبدأ الأنثروبي، الذي تبدو خواص الكون من خلاله متوافقة بدقة لوجودنا، دليلًا على أن الخالق الإلهي قد صمم الكون عمدًا.